# Heródoto

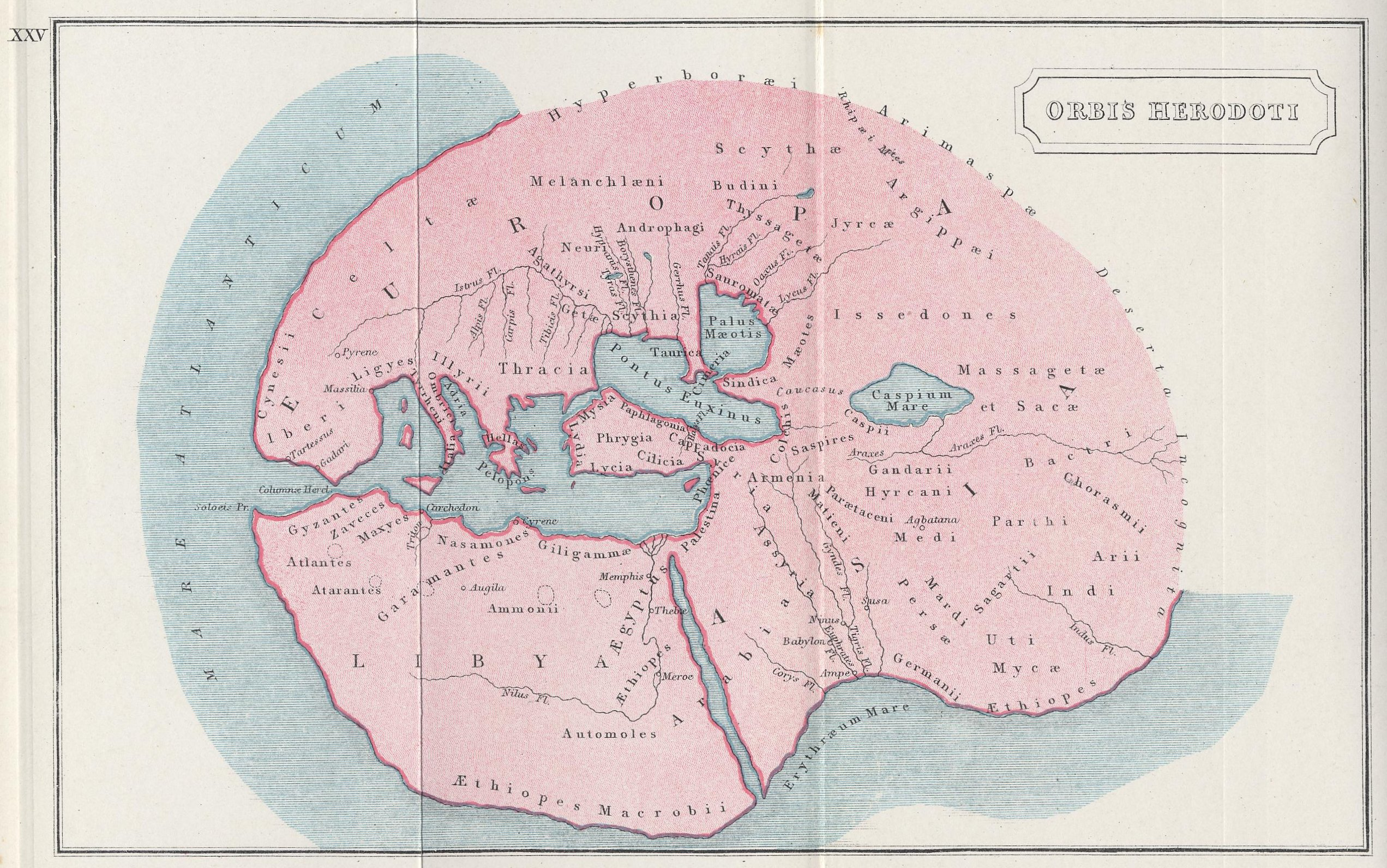
Representação moderna do que seria o "Mundo" de Heródoto

Heródoto (em grego, Ἡρόδοτος — Hēródotos, na transliteração) foi um historiador e geógrafo grego sucessor dos primeiros que escreveram em prosa sobre geografia e história, Anaximandro e seu provável discípulo, Hecateu de Mileto. 
Foi o autor da história da invasão persa da Grécia, ocorrida no final do século V a.C., conhecida simplesmente como As histórias de Heródoto. Esta obra foi reconhecida como uma nova forma de literatura pouco depois de ser publicada. 
Antes de Heródoto, tinham existido crônicas e épicos, e também estes haviam preservado o conhecimento do passado, mas a maioria deles tratava apenas do passado em uma cidade ou região. Heródoto foi o primeiro a combinar essas narrativas locais para elaborar uma narrativa mais ampla sobre os fatos do passado e a mostrar como sua pesquisa poderia ser importante para a compreensão do presente. A sua criação fez com que lhe fosse concedido o título de "pai da história", pelo orador romano Cícero, embora criticasse o grego no mesmo texto por contar o que chamava de "histórias fabulosas". A palavra que utilizou para denominar sua obra, historie, que previamente tinha significado simplesmente "pesquisa", tomou a conotação atual de "história". 
Heródoto foi acusado, desde a Antiguidade, de ter inventado fatos que narra em sua obra e de não ter submetido as informações que recebeu de forma oral a um exame crítico e de plausibilidade. Contudo, o respeito pelo seu rigor tem aumentado desde a última metade do século XX, sendo atualmente reconhecido não apenas como pioneiro na história, mas também na geografia, etnografia e antropologia.

## Vida
Como acontece com muitos casos de personalidades antigas, os dados disponíveis sobre a vida de Heródoto são poucos e controversos. A fonte mais extensa, a enciclopédia bizantina Suda, do século X, também é a mais distante no tempo, tendo sido escrita cerca de 1.500 anos após a vida do historiador grego, e contém muitas afirmações que não são confirmadas por outras fontes. A maioria dos estudiosos aceita a tradição de que Heródoto nasceu cerca de 485 a.C. em  Halicarnasso (hoje Bodrum, na Turquia), o que significa que ele nasceu após o fim das Guerras Médicas, assunto central de sua obra. Entretanto, quanto a sua cidadania, deve-se entrever que Aristóteles menciona Heródoto como cidadão da colônia de Túrios (Retórica, 1402 a 32).
Heródoto viajou extensamente pelo Egito, Oriente Médio e Mediterrâneo pesquisando para sua obra, mas existem dúvidas se ele esteve pessoalmente em todos os lugares para os quais afirma que viajou. Depois de uma passagem por Atenas, onde provavelmente fez leituras públicas de trechos de sua obra, Heródoto seguiu com colonos gregos para Túrio, no sul da Itália, onde teria terminado a redação de seu livro e permanecido até sua morte, embora outras tradições apontem para locais diferentes de morte. Como trechos das Histórias se referem a eventos ocorridos no início da Guerra do Peloponeso (até 425 a.C.), o consenso é que ele estava vivo pelo menos até esse ano. 
A respeito de sua rede de sociabilidade, é provável que Heródoto manteve alguma amizade com Sófocles.
A maioria das tradições coloca sua data de morte como em torno de 420 a.C., mas a historiadora Elisabeth Irwin defende, a partir de indícios extraídos da própria obra de Heródoto, que ele teria visto o fim da Guerra do Peloponeso, em 404 a.C., e incorporado essa informação em sua obra.

## As Histórias
Provavelmente escritas durante um longo espaço de tempo, as Histórias foram posteriormente divididas em 9 livros, intitulados com os nomes das musas, por eruditos do período helenístico. F. Jacoby estabeleceu como datas limitantes para a publicação de Historias entre 430 e 424 a.C (Griechische Historiker, 1956).
É possível perceber vários trechos de sua obra que podem ser lidos de maneira isolada, provavelmente marcadores para a realização de leituras públicas, a maneira mais comum de se "ler" um livro na época de Heródoto.
Histórias de Heródoto apresenta em seu aspecto estilístico e narratológico uma evolução na prosa pois ele ao lado de se guiar pela retórica comum para tal gênero de texto, o que requereria a mimesis da personagem para presentificar a ação, ele também coloca a sua própria pessoa em discurso de diálogo direto com o leitor/ouvinte, referindo a si próprio como testemunho da história.
As muitas referências a costumes, histórias e fábulas de outros povos feitas nas Histórias são resultado de extensas viagens feitas por Heródoto, desde a sua juventude. Chama atenção a importância que ele dava às fontes orais, ao contrário da tradição posterior da historiografia, que seria de dar maior importância às fontes escritas. Embora haja dúvidas se Heródoto realmente chegou a conhecer todos os países que menciona na sua obra, pelo menos em relação ao Egito, à antiga Fenícia, Pérsia e talvez até à cidade da Babilônia, os indícios são de que ele realmente os visitou.
O primeiro livro da obra, nomeado Clio, introduz a história do surgimento e do crescimento do Império Aquemênida. Inicialmente, Heródoto fala do primeiro monarca asiático que obrigou as cidades-estado gregas a lhe pagarem tributo, Creso da Lídia. Creso foi derrotado por Ciro, o Grande, o fundador do Império Aquemênida, e, a partir daí, o primeiro livro conta o reinado de Ciro, até sua morte em 530 a.C.
O segundo livro, Euterpe, antes de apresentar o reinado do filho e sucessor de Ciro, Cambises, faz uma longa digressão para apresentar a história, geografia e costumes do Egito, que foi conquistado por Cambises para o Império Persa. O breve reinado de Cambises é o assunto da primeira parte do terceiro livro, Thalia, que segue apresentando a subida ao trono de Dario I. A tentativa de Dario de conquistar os nômades citas é o centro do quarto livro, Melpomene, que apresenta uma seção extensa sobre os costumes dos citas. Os dois livros seguintes, Terpsicore e Erato, se concentram na revolta das cidades gregas da Jônia contra Dario, que, após derrotar a rebelião, organiza um exército para invadir a Grécia continental. O sexto livro se encerra com a famosa derrota dos persas em 490 a.C., na Batalha de Maratona.
Os últimos três livros (Polímnia, Urania e Calíope) descrevem a tentativa do rei persa Xerxes I, filho de Dario, de vingar dez anos mais tarde a derrota persa em Maratona e absorver a Grécia no Império Aquemênida. As Histórias acabam em 479 a.C. com a derrota definitiva persa na batalha de Plateias e o recuo da fronteira do Império Aquemênida para a linha costeira da Anatólia.

## Algumas traduções modernas de Heródoto
Traduções do grego para o português:
HERÓDOTO. História. Trad. Mario da Gama Kury. Brasilia: UnB, 1988.
HERÓDOTO. Histórias. Livro I ao VIII. Introd. geral Maria Helena da Rocha Pereira. Vários tradutores. Lisboa, Edições 70, 1997–2007 (cada livro de Heródoto foi publicado como um volume independente; a coleção não está completa, faltam os Livros II, VII e IX).
HERÓDOTO. Histórias. Livro I ao VII. Tradução, introdução e notas de Maria Aparecida de Oliveira Silva. São Paulo: Edipro, 2015–2023 (cada livro de Heródoto foi publicado como um volume independente) (tradução em andamento).
Traduções do grego para o espanhol:
HERÓDOTO. História. Obra completa. 5 volumes, com texto original em grego. Madrid: Editorial Gredos, 1987–1992
HERÓDOTO. História. Trad. Manuel Balasch. Madrid: Editorial Cátedra, 2018.
Traduções do grego para o inglês:
HERODOTUS. The Persian Wars: stories. Trad. A. D. Godley. 4 volumes, com texto original em grego. Loeb Classical Library, Harvard University Press, 1920–1925.
HERODOTUS. The Histories. Trad. Aubrey de Selincourt. Harmondsworth: Penguin Classics, 1954 (revisada por John Marincola em 1996).
HERODOTUS. The Histories. Trad. Robin Waterfield. Oxford and New York: Oxford University Press (Oxford World Classics), 1998.
HERODOTUS. The Landmark Herodotus. Trad. Andrea L. Purvis. Ed. Robert Strassler. New York: Pantheon, 2007.  